# Mes plus belles émotions
Albums de Mireille Mathieu
Mes plus grands succès Volume 2
(2000)
Mes plus belles émotions est une compilation canadienne regroupant 16 chansons françaises de la chanteuse Mireille Mathieu sortie le 26 septembre 2006.

## Chansons de la compilation
1. Une histoire d'amour (Catherine Desage/Francis Lai)
2. Mon credo (André Pascal/Paul Mauriat)
3. La dernière valse (Hubert Ithier/Les Reed)
4. La Première Étoile (André Pascal/Paul Mauriat)
5. Pardonne-moi ce caprice d'enfant (Patricia Carli)
6. La Paloma Adieu (Catherine Desage/Sebastián Iradier)
7. Acropolis Adieu (Catherine Desage/Christian Bruhn)
8. Emmène-moi demain avec toi (Michaële/L. & B. Sebastian)
9. Un million d'enfants (R. Gauthier/P. Baillargeon)
10. Pourquoi le monde est sans amour (Jean Schmitt/Patricia Carli)
11. On ne vit pas sans se dire adieu (H. Djian/Zacar)
12. Mille colombes (Eddy Marnay/Christian Bruhn)
13. Santa Maria de la mer (Eddy Marnay/Christian Bruhn)
14. Je t'aime avec ma peau (Catherine Desage/Francis Lai)
15. Une femme amoureuse (Eddy Marnay/Robin Gibb/Barry Gibb)
16. Il y a surtout des gens qui s'aiment (Michel Jourdan/Jean-Claude Petit)